# Itá Pucú

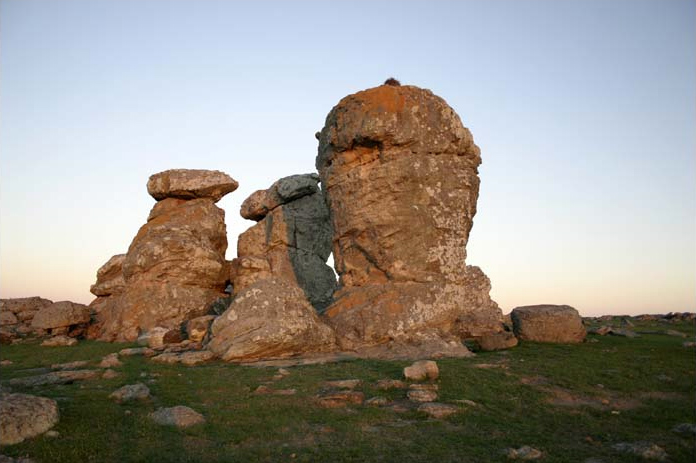
Geoformas de Itá Pucú.

Itá Pucú (en guaraní: piedra larga) es un monumento natural de piedra. Se encuentra ubicado en la ciudad de Mercedes (Provincia de Corrientes), Argentina. Cerca de un arroyo del mismo nombre en un campo que era de propiedad privada de la familia Buble, pero en el 2018 dejó de ser privada. La piedra forma parte del escudo de la ciudad.
Según la creencia popular la piedra "crece", ya que muchos de los que la han visitado antes, al volver la ven con mucha diferencia de altura.

## Historia
En épocas pasadas fue remonta de caballería y por eso fue visitada por muchos viajeros que dejaron allí sus nombres como por ejemplo José María Paz en 1841 cuando formó el ejército Libertador de Corrientes, Giuseppe Garibaldi en la época que fue vencido en Costa Brava y se internó en Mercedes. Bartolomé Mitre cuando retornó de los campos del Paraguay para hacerse cargo nuevamente de la Presidencia de la Nación. El General Osorio acampó en ese lugar por el año 1865 siguiendo su marcha hacia el oeste de Mercedes.

## Enlaces
- Videos sobre Mitos Leyendas y Eventos sobre Mercedes
- Sitio de la Ciudad de Mercedes, Corrientes.

- Datos: Q777903